# سرچه‌کوی، آیدین
سرچه‌کوی (به ترکی استانبولی: Serçeköy) یک منطقهٔ مسکونی در ترکیه است که در استان آیدین واقع شده‌است. سرچه‌کوی ۳۷۹ نفر جمعیت دارد.